# 固倫公主

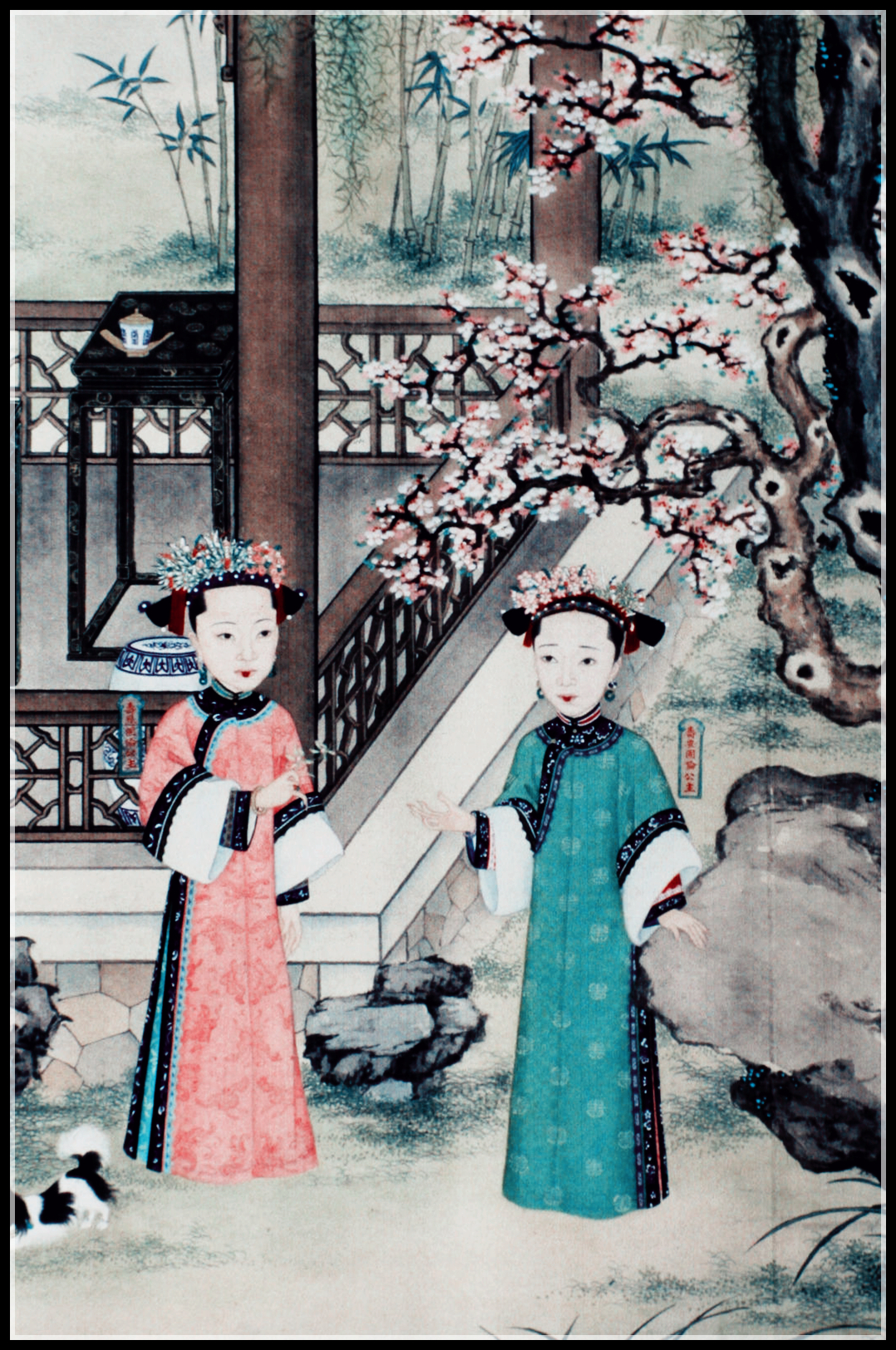
寿安固伦公主（右）
寿恩固伦公主（左）

固倫公主（穆麟德轉寫：gurun i gungju，大词典轉寫：gurun i gungzhu）是清朝皇帝嫡女的正式封號。「固倫」即滿語「国家、朝代、部落」之意:109。
清初皇女及宗室女均統稱格格，清太宗皇太極繼位後，於崇德元年（1636年），始倣明制，皇帝女兒開始稱為“公主”，並分為兩級。皇后（即中宮）所生之女封“固倫公主”，妃嬪所生之女封「和碩公主」。
在清朝，固倫公主雖做為皇后所出的嫡皇女方能享有的封號，但也不乏有嬪妃之女、親王或宗室之女因各種原因，破格加封為固倫公主的例子，如康熙帝第十女和硕纯悫公主在逝世多年后，因丈夫策棱的军功，而在雍正朝追封为固伦公主；乾隆帝第七女，生母為孝儀純皇后（時為令妃），因為表彰其夫家在撤驛之變中平亂有功而抬高她的身份，出嫁被封為固倫和靜公主。（其同胞妹和碩和恪公主卻為清朝唯一一个和皇帝同胞，生母被封皇后的和硕公主）。
更多被破格加封為固倫公主的庶出皇女、親王或宗室之女，是公主本人或其生母得寵方獲破格加封，如乾隆帝第十女固倫和孝公主，本為庶出，卻因得到乾隆帝的特別寵愛而破格封為固倫公主；咸豐帝唯一的親生女兒、庶出的荣安固伦公主，在同治年间亦因兩宮皇太后加恩，而破格封為固倫公主。

## 图片资料

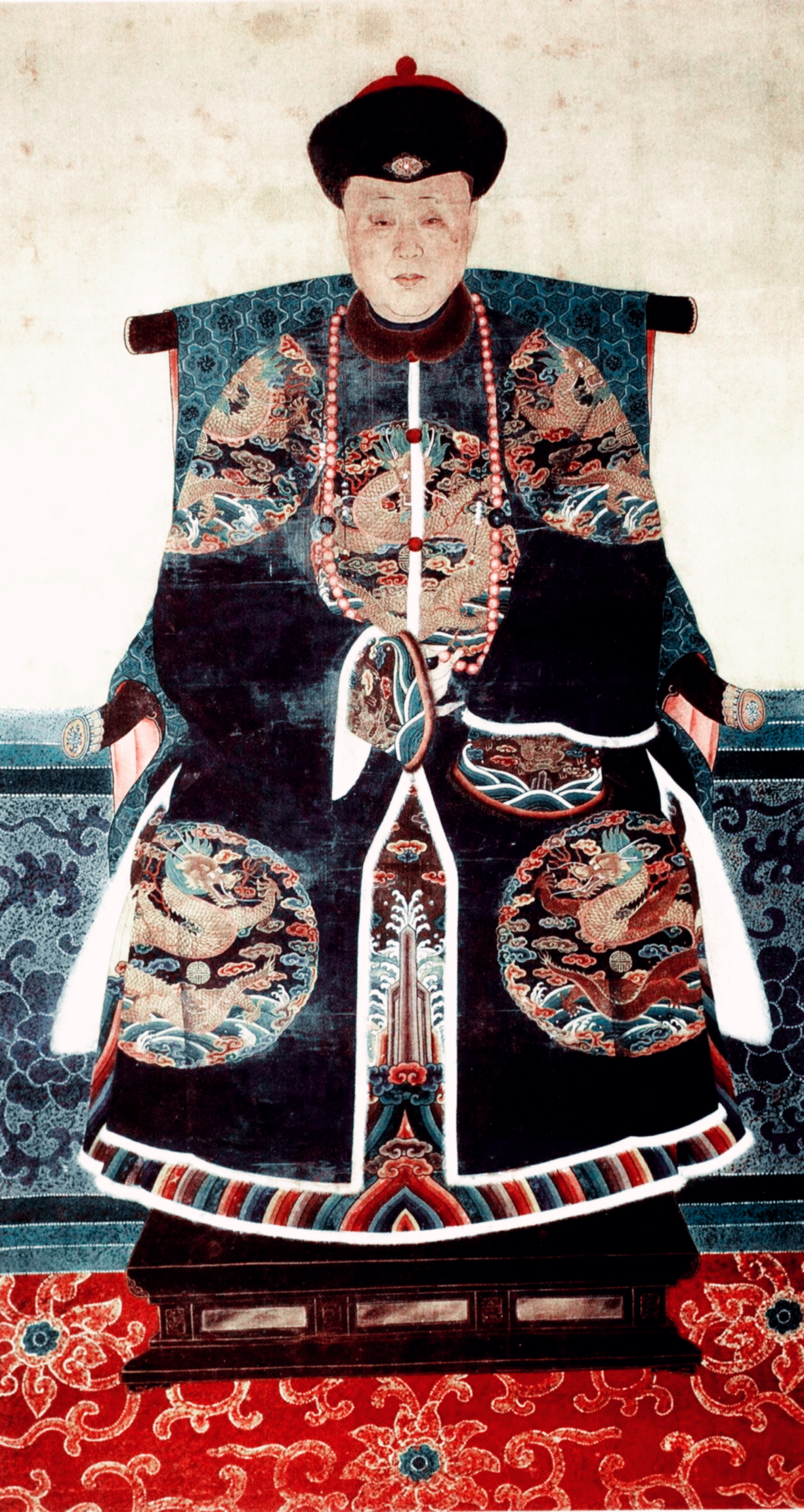
和孝固伦公主
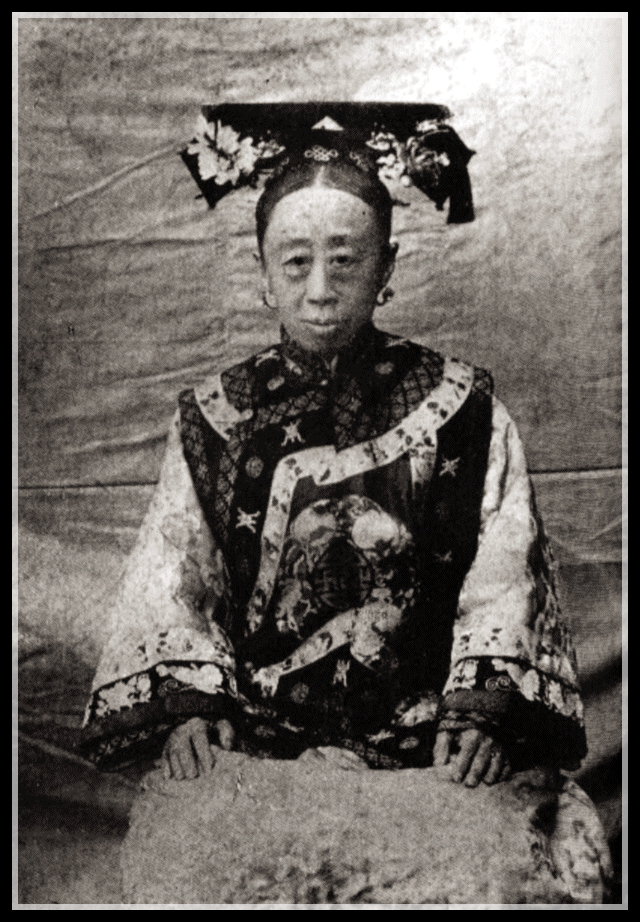
荣寿固伦公主
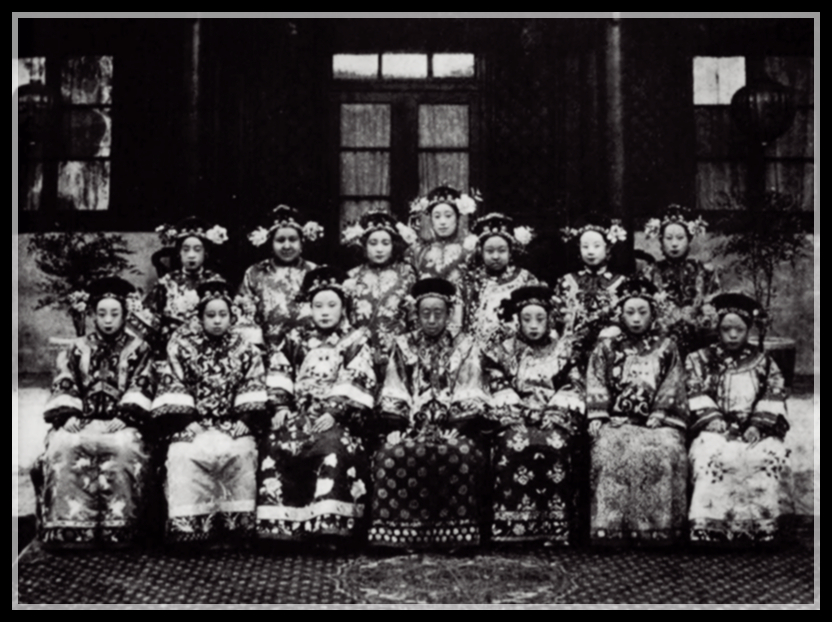
荣寿公主与宫廷内眷